# Searsport (Maine)
Searsport est une ville américaine située dans le Comté de Waldo, dans le Maine. Selon le recensement de 2020, sa population est de 2 649 habitants.